# Alpandeire
Alpandeire é um município da Espanha na província de Málaga, comunidade autónoma da Andaluzia, de área 31,30 km² com população de 284 habitantes (2004) e densidade populacional de 9,07 hab./km².

## Demografia
| Variação demográfica do município entre 1991 e 2004 | Variação demográfica do município entre 1991 e 2004 | Variação demográfica do município entre 1991 e 2004 | Variação demográfica do município entre 1991 e 2004 |
| --------------------------------------------------- | --------------------------------------------------- | --------------------------------------------------- | --------------------------------------------------- |
| 1991                                                | 1996                                                | 2001                                                | 2004                                                |
| 337                                                 | 303                                                 | 307                                                 | 291                                                 |